# Anaspis corcyrica
Anaspis corcyrica es una especie de coleóptero de la familia Scraptiidae.

## Distribución geográfica
Habita en Corfú (Grecia).